# Kahnmuskelzelle
Kahnmuskelzellen sind eine Sonderform der schräggestreiften Muskulatur. Die Besonderheit dieser Muskelzellen liegt darin, dass sie einen Ausläufer zu den Ganglien oder zum Gehirn entsenden, um sich die Erregung selbst „abzuholen“. Normalerweise entsendet die Nervenzelle einen Fortsatz zur Muskelzelle, also umgekehrt. Kahnmuskelzellen sind ein typisches Baumerkmal von Fadenwürmern (Nematoden). Auch beim Lanzettfischchen und bei Schlauchwürmern gibt es derartige Fortsätze von Muskelzellen.